# George Breakston
George Breakston (22 de enero de 1920 – 21 de mayo de 1973) fue un actor, productor y director cinematográfico y televisivo francoestadounidense, activo en Hollywood desde sus días como actor infantil en filmes del personaje Andy Hardy rodados en los años 1930, hasta su etapa como productor/director independiente en los años 1950.

## Biografía
Nacido en París, Francia, su nombre completo era George Paul Breakston. Breakston se inició en el mundo del espectáculo trabajando en la radio como actor infantil a partir de 1930. Descubierto por la industria del cine de Hollywood, actuó en diferentes películas siendo adolescente. Su debut en el teatro llegó con la obra El sueño de una noche de verano y en el cine actuó por vez primera en It Happened One Night (1934).
Durante la Segunda Guerra Mundial fue destinado al Cuerpo de Señales del Ejército de los Estados Unidos a través de la Officers Candidate School, sirviendo en la Guerra del Pacífico como fotógrafo. Al finalizar la guerra, Breakston permaneció en Japón.
Volvió al mundo civil colaborando en el guion, produciendo, dirigiendo y actuando en Urubu film rodado en Mato Grosso, Brasil. A ello siguió el documental African Stampede, realizado en el Congo Belga y en Kenia, donde más adelante viviría.
De nuevo en Japón, Breakston coprodujo y escribió Tokyo File 212, una cinta estadounidense acreditada como el primer largometraje de Hollywood totalmente rodado en Japón. Después dirigió Oriental Evil (1951) y Geisha Girl (1952) en Japón. Incluso había planificado una película en la cual, según Los Angeles Times, habría estado interesado Errol Flynn.
Breakston se mudó a Kenia para rodar varios filmes de aventuras y safari, The Scarlet Spear, Golden Ivory, Escape in the Sun, y The Woman and the Hunter. Muchas de esas películas estaban interpretadas por John Bentley, que también protagonizó una serie televisiva producida por Breakston y rodada en Kenia, African Patrol. Breakston también rodó otra serie en Kenia, Adventures of a Jungle Boy (1957), y planificó una tercera, Trader Horn.
En su última etapa, Breakston rodó una película de monstruos en Japón, The Manster (1959), trabajando posteriormente en Yugoslavia.
George Breakston falleció en París, Francia, en 1973.

## Filmografía seleccionada

### Como actor
- A Successful Failure (1934)
- No Greater Glory (1934)
- Mrs. Wiggs of the Cabbage Patch (1934)
- It Happened One Night (1934)
- Great Expectations (1934)
- The Dark Angel (1935)
- Life Returns (1935)
- The Return of Peter Grimm (1935)
- Boulder Dam (1936)
- Second Wife (1936)
- Love Finds Andy Hardy (1938)
- Andy Hardy Gets Spring Fever (1939)
- Tierra de audaces (1939)
- Boy Slaves (1939)
- Swanee River (1939)
- Andy Hardy Meets Debutante (1940)
- I Killed That Man (1941)
- Andy Hardy's Private Secretary (1941)
- Men of San Quentin (1942)

### Como director
- The Scarlet Spear (1954)
- El monstruo de dos cabezas (1959)
- The Boy Cried Murder (1966)

### Como productor
- Tokyo File 212 (1951)

### Como productor y director
- Urubu (1948)
- Jungle Stampede (1949)
- Oriental Evil (1951)
- Geisha Girl (1952)
- Golden Ivory (1954)
- Escape in the Sun (1956)
- Woman and the Hunter (1957)
- The Manster (1959)
- Shadow of Treason (1964)